# Jean Bruneval
Pour les articles homonymes, voir Bruneval.
Pas d'image ? Cliquez ici

a Compétitions nationales et continentales officielles uniquement.

b Matchs officiels uniquement.
Jean Bruneval, né le 28 décembre 1899 à Rennes et mort le 9 décembre 1975 à Paris, est un joueur français de rugby à XV évoluant au poste de deuxième ligne. 

## Biographie
Jean Bruneval joue pour le club du CASG Paris lorsqu'il est appelé en équipe de France olympique pour participer aux Jeux olympiques d'été de 1920 qui se déroulent à Anvers. Les Français remportent la médaille d'argent.

## Palmarès
- Vice-champion olympique en 1920